# Lepiarka wiosenna
Lepiarka wiosenna (Colletes cunicularius) – gatunek pszczoły z rodziny lepiarkowatych. Szeroko rozprzestrzeniony od Hiszpanii, Wielkiej Brytanii i Skandynawii po pacyficzne wybrzeża Syberii oraz północno-wschodnie Chiny.
Lepiarka wiosenna jest dość nietypowym przedstawicielem swojego rodzaju w polskiej faunie. Podczas gdy pozostałe polskie gatunki lepiarek latają latem, lepiarka wiosenna pojawia się wczesną wiosną (od końca marca do końca maja). Brak jej również wyraźnego u innych gatunków paskowanego wzoru na odwłoku, tworzonego przez białawe lub beżowe przepaski z krótkich, przylegających włosków.

Z powodu wczesnego pojawiania się w sezonie głównym źródłem pokarmu są wierzby, przez co przez niektórych autorów błędnie jest opisywany jako wyspecjalizowany pokarmowo. Gniazduje w ziemi, w samodzielnie wykopanych przez siebie norkach, wybierając luźne, piaszczyste podłoże. Jest gatunkiem samotnym, jednak tworzy kolonie gniazd. Samice pszczół samotnych co do zasady nie żądlą w obronie swoich gniazd, dlatego przebywanie w pobliżu kolonii gniazdowej nie stanowi zagrożenia dla ludzi. Gniazdo jest przez samicę powlekane od wewnątrz podobną do celofanu, przezroczystą wodoodporną wydzieliną. Larwy nie przędą kokonów, przepoczwarczenie następuje w połowie sierpnia (w roku złożenia jaja przez samicę) lub później.

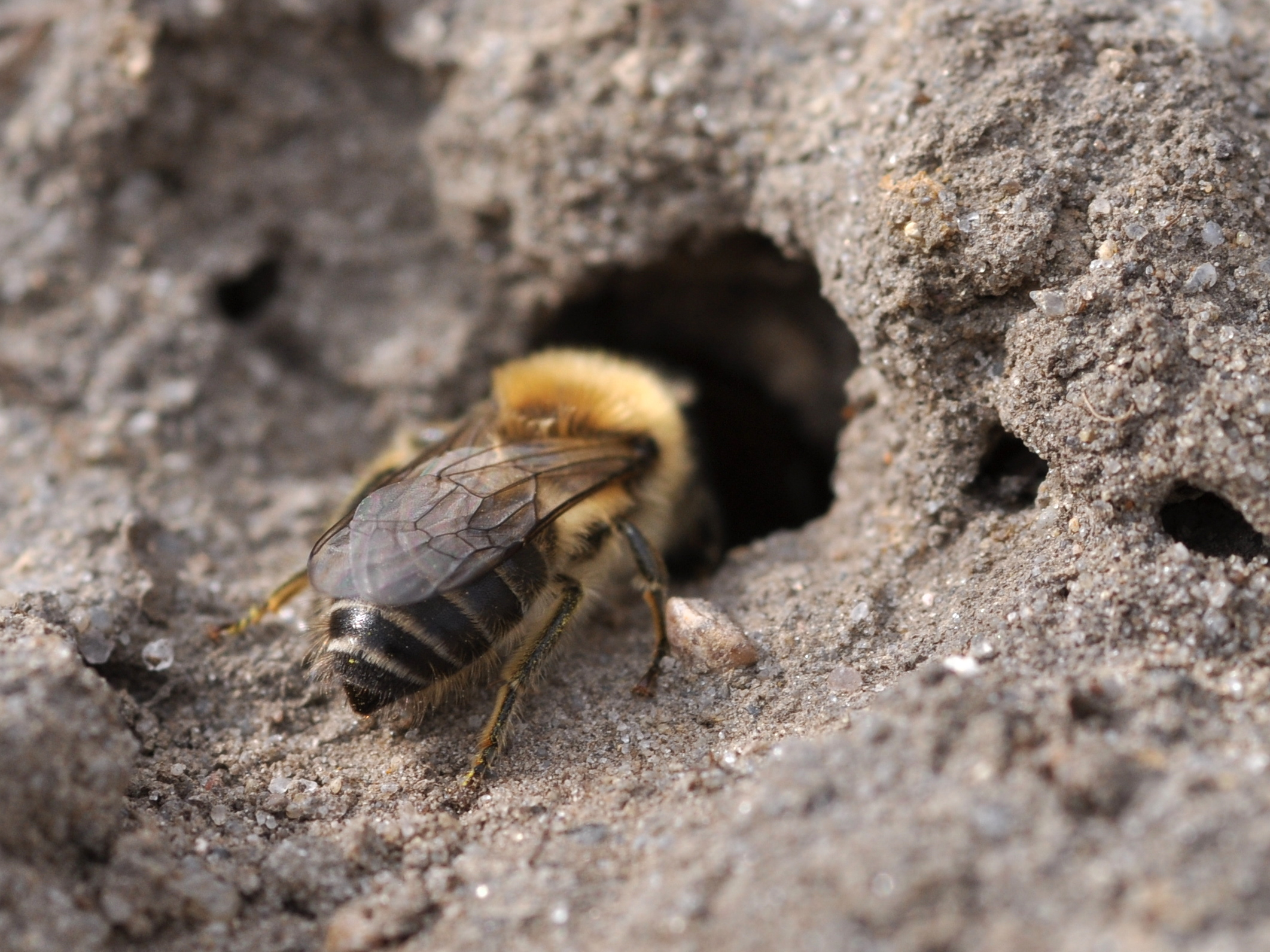
Lepiarka wiosenna przy gnieździe
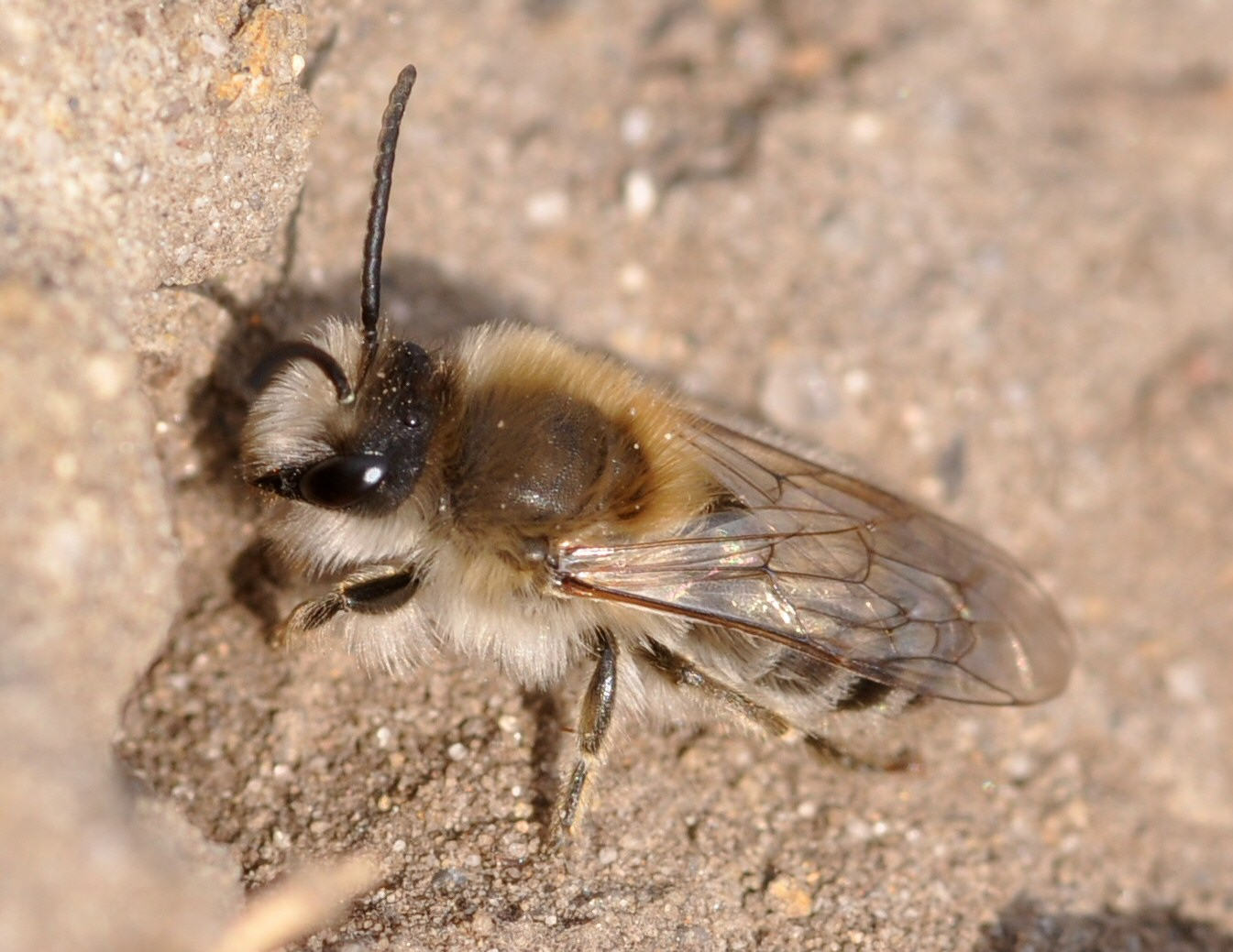
Samiec.